# Pouteria penicillata
Pouteria penicillata là một loài thực vật thuộc họ Sapotaceae. Đây là loài đặc hữu của Guyana.